# She Was Too Good to Me
| Recensione | Giudizio |
| ---------- | -------- |
| AllMusic   |          |

She Was Too Good to Me è un album in studio del trombettista jazz statunitense Chet Baker, pubblicato dall'etichetta discografica CTI Records nel gennaio del 1975.

## Tracce

### LP
Lato A
1. Autumn Leaves – 7:05 (testo: Jacques Prévert – musica: Joseph Kosma)
2. She Was Too Good to Me – 4:39 (testo: Lorenz Hart – musica: Richard Rodgers)
3. Funk in Deep Freeze – 6:06 (Hank Mobley)

Lato B
1. Tangerine – 5:29 (testo: Johnny Mercer – musica: Victor Schertzinger)
2. With a Song in My Heart – 4:03 (testo: Lorenz Hart – musica: Richard Rodgers)
3. What'll I Do – 4:00 (Irving Berlin)
4. It's You or No One – 4:28 (testo: Sammy Cahn – musica: Jule Styne)

### CD
Edizione CD del 1987, pubblicato dalla CBS Associated Records (ZK 40804)
1. Autumn Leaves – 7:02 (testo: Jacques Prévert – musica: Joseph Kosma)
2. She Was Too Good to Me – 4:40 (testo: Lorenz Hart – musica: Richard Rodgers)
3. Funk in Deep Freeze – 6:06 (Hank Mobley)
4. Tangerine – 5:27 (testo: Johnny Mercer – musica: Victor Schertzinger)
5. With a Song in My Heart – 4:04 (testo: Lorenz Hart – musica: Richard Rodgers)
6. What'll I Do – 3:55 (Irving Berlin)
7. It's You or No One – 4:28 (testo: Sammy Cahn – musica: Jule Styne)
8. My Future Just Passed – 4:46 (testo: George Marion Jr. – musica: Richard A. Whiting) – Traccia bonus

## Musicisti
- Chet Baker – tromba, voce
- Don Sebesky – arrangiamenti, conduttore orchestra
- Paul Desmond – sassofono alto
- Hubert Laws – flauto, flauto alto (flauto solo in Funk in Deep Freeze)
- Bob James – pianoforte elettrico
- Romeo Penque – flauto, clarinetto
- George Marge – flauto alto, oboe d'amore
- Dave Friedman – vibrafono
- Ron Carter – contrabbasso
- Jack DeJohnette – batteria (brani: With a Song in My Heart, What'll I Do, It's You or No One)
- Steve Gadd – batteria (eccetto brani: With a Song in My Heart, What'll I Do, It's You or No One)
- Lewis Eley – violino
- Max Ellen – violino
- Barry Finclair – violino
- Paul Gershman – violino
- Harry Glickman – violino
- Emanuel Green – violino
- Harold Kohon – violino
- David Nadien – violino
- Herbert Sorkin – violino
- Warren Lash – violoncello
- Jesse Levy – violoncello
- George Ricci – violoncello

Note aggiuntive
- Creed Taylor – produttore
- Registrazioni effettuate nel luglio, ottobre e novembre del 1974 al "Van Gelder Studios" di Englewood Cliffs, New Jersey
- Rudy Van Gelder – ingegnere delle registrazioni
- Pete Turner – foto copertina frontale album originale
- Steve Salmieri – foto interna copertina album originale
- Bob Ciano – design album originale
- Doug Ramsey – note interne copertina album originale[4]